# Bengue Tiko
Pour les articles homonymes, voir Bengue.
Bengue Tiko (ou Bengue, Binge, Bingue-Tiko) est un village du Cameroun situé dans la Région de l'Est et le département de la Kadey, à la frontière avec la République centrafricaine. Il fait partie de la commune d'Ouli.

## Population
En 1965, Bengue Tiko comptait 916 habitants, principalement des Baya. Lors du recensement de 2005, on y a dénombré 1 267 personnes.

## Infrastructures
Bengue Tiko dispose d'une école publique, d'un centre de santé (CSI), d'une station pluviométrique.